# Kékes
Kékes es la montaña más alta de Hungría, en los montes Mátra del condado de Heves. Es la tercera atracción turística en popularidad de Hungría, después del lago Balaton y el Danubio, y tiene una serie de hoteles y pistas de esquí. También hay una torre de telecomunicaciones en la cumbre.
El nombre Kékes deriva del color de la mañana, a menudo azulado. En húngaro, la palabra kék significa 'azul', mientras que kékes significa implícitamente 'azulado'. Es considerado el punto más alto de Hungría.

## Clima
| Parámetros climáticos promedio de Kékes | Parámetros climáticos promedio de Kékes | Parámetros climáticos promedio de Kékes | Parámetros climáticos promedio de Kékes | Parámetros climáticos promedio de Kékes | Parámetros climáticos promedio de Kékes | Parámetros climáticos promedio de Kékes | Parámetros climáticos promedio de Kékes | Parámetros climáticos promedio de Kékes | Parámetros climáticos promedio de Kékes | Parámetros climáticos promedio de Kékes | Parámetros climáticos promedio de Kékes | Parámetros climáticos promedio de Kékes | Parámetros climáticos promedio de Kékes |
| Mes                                     | Ene.                                    | Feb.                                    | Mar.                                    | Abr.                                    | May.                                    | Jun.                                    | Jul.                                    | Ago.                                    | Sep.                                    | Oct.                                    | Nov.                                    | Dic.                                    | Anual                                   |
| --------------------------------------- | --------------------------------------- | --------------------------------------- | --------------------------------------- | --------------------------------------- | --------------------------------------- | --------------------------------------- | --------------------------------------- | --------------------------------------- | --------------------------------------- | --------------------------------------- | --------------------------------------- | --------------------------------------- | --------------------------------------- |
| Temp. máx. abs. (°C)                    | 12.2                                    | 13.9                                    | 17.3                                    | 22.4                                    | 25.6                                    | 29.7                                    | 31.4                                    | 29.8                                    | 25.8                                    | 20.6                                    | 17.4                                    | 12.5                                    | 31.4                                    |
| Temp. máx. media (°C)                   | -1.7                                    | -0.3                                    | 3.5                                     | 10.2                                    | 14.8                                    | 18.1                                    | 20.0                                    | 20.0                                    | 14.5                                    | 9.3                                     | 3.8                                     | -0.9                                    | 9.3                                     |
| Temp. media (°C)                        | −3.3                                    | −2.3                                    | 0.9                                     | 6.8                                     | 11.4                                    | 14.9                                    | 16.7                                    | 16.9                                    | 11.9                                    | 7.1                                     | 2.1                                     | -2.4                                    | 6.7                                     |
| Temp. mín. media (°C)                   | −4.9                                    | −4.3                                    | −1.6                                    | 3.6                                     | 8.6                                     | 11.7                                    | 13.5                                    | 13.9                                    | 9.3                                     | 5.0                                     | 0.5                                     | −3.9                                    | 4.3                                     |
| Temp. mín. abs. (°C)                    | -22.6                                   | -19.8                                   | -19.4                                   | -9.6                                    | -3.0                                    | 1.4                                     | 4.5                                     | 4.0                                     | 0.9                                     | -8.0                                    | -12.0                                   | -18.7                                   | -22.6                                   |
| Precipitación total (mm)                | 36.3                                    | 44.5                                    | 46.8                                    | 60.8                                    | 93.5                                    | 80.4                                    | 108.6                                   | 83.0                                    | 79.2                                    | 72.3                                    | 70.8                                    | 47.3                                    | 823.4                                   |
| Días de lluvias (≥ 1 mm)                | 7.0                                     | 7.5                                     | 8.7                                     | 8.7                                     | 10.9                                    | 9.7                                     | 10.5                                    | 8.1                                     | 8.2                                     | 8.4                                     | 9.2                                     | 8.4                                     | 105.3                                   |
| Horas de sol                            | 83.3                                    | 92.7                                    | 150.8                                   | 195.8                                   | 229.9                                   | 242.7                                   | 260.7                                   | 247.9                                   | 172.5                                   | 132.2                                   | 86.0                                    | 75.8                                    | 1970.3                                  |
| Fuente:                                 |                                         |                                         |                                         |                                         |                                         |                                         |                                         |                                         |                                         |                                         |                                         |                                         |                                         |